# Vĩnh Chương
Vĩnh Chương (chữ Hán: 永璋; 15 tháng 7 năm 1735 - 26 tháng 8 năm 1760), Ái Tân Giác La, là Hoàng tử thứ 3 của Thanh Cao Tông Càn Long Đế.

## Tiểu sử
Hoàng tử Vĩnh Chương được sinh ra vào ngày 25 tháng 5 (âm lịch) năm Ung Chính thứ 13 (1735), lúc đó Càn Long Đế vẫn còn là Bảo Thân vương. Sinh mẫu của ông là Thuần Huệ Hoàng quý phi Tô thị, khi đó có thân phận là Cách cách trong phủ. Ông là anh ruột của Chất Trang Thân vương Vĩnh Dung và Hòa Thạc Hòa Gia công chúa. 
Năm Càn Long thứ 13 (1748), Hiếu Hiền Thuần Hoàng hậu vì bạo bệnh mà băng thệ. Càn Long Đế đau lòng cho Hoàng hậu, đã trịnh trọng tổ chức một đại tang chưa từng có trong lịch sử Đại Thanh. Vào lúc diễn ra đại tang, Hoàng trưởng tử Vĩnh Hoàng cùng Hoàng tam tử Vĩnh Chương lại có biểu hiện thiếu thương cảm, bị Càn Long Đế chỉ trích là “Không hiểu lễ tiết”. Có lời đồn rằng, sau khi các Hoàng tử Vĩnh Liễn cùng Vĩnh Tông đều qua đời, Càn Long Đế đã từng muốn xem xét Vĩnh Chương, điều này biểu hiện qua đạo chỉ dụ trách mắng năm ấy: 「"Lại nói đến Tam a ca. Khi trước Trẫm đã từng trong vọng, hạ chỉ với đám người Nột Thân. Nay xem ra Tam a ca cũng không đủ tỏa đáng, đã 14 tuổi, mà vô tri vô thức như vậy!"; 至三阿哥，朕先以為尚有可望，亦曾降旨於訥親等。今看三阿哥，亦不滿人意，年已十四歲，全無知識。」.
Năm Càn Long thứ 24 (1759), ngày 16 tháng 8 (âm lịch), mẹ đẻ của Vĩnh Chương là Thuần Quý phi Tô thị khi đi Tị Thử Sơn Trang lâm bệnh, Vĩnh Chương phụng mệnh đưa về Bắc Kinh. Sau đó, Càn Long Đế từa hầu Sùng Khánh Hoàng thái hậu tiếp tục khởi giá đến Mộc Lan Vi Trường.

## Qua đời
Năm Càn Long thứ 26 (1760), ngày 16 tháng 7 (âm lịch), Hoàng tử Vĩnh Chương qua đời khi 25 tuổi. 
Nguyên nhân dẫn đến cái chết của ông là do chứng bệnh ở phổi, một loại bệnh có lẽ do ảnh hưởng từ mẹ ruột, đến em gái ông Hòa Thạc Hòa Gia công chúa cũng có bệnh tương tự. Hoàng tử Vĩnh Chương qua đời vài tháng sau cái chết của mẹ mình Tô thị, người được truy tặng làm Thuần Huệ Hoàng quý phi. Càn Long Đế tặng Vĩnh Chương làm Đa La Tuần Quận vương (多羅循郡王). 
Về tính cách của Vĩnh Chương, Càn Long Đế khi lên ngôi từng dụ rằng: ["Tam a ca đã 15 tuổi mà chưa biết cưỡi ngựa bắn cung, gây ra cớ sự này hẳn là do các Am Đạt thường ngày vẫn chưa dốc lòng đốc thúc!"; 三阿哥现年十五岁。尚未能骑射。皆俺达等平时并未悉心指授所致。]. Ngoài ra, chữ "Tuần" trong phong hiệu của ông, có Mãn văn 「julungga」, mang nghĩa "Ôn hòa", xem chừng bản thân ông ôn hòa nhu thuận, có hơi yếu đuối đến nỗi không thiện tài nghệ cưỡi ngựa bắn cung. Một chi hậu duệ của Vĩnh Chương, lấy Tuần vương phủ chi hệ mà hưởng phú quý, nhập vào cánh phải của Chính Hồng kỳ, cùng chung kỳ tịch với Vinh vương phủ (hậu duệ của Vĩnh Kỳ). Một chi hệ Tuần vương phủ tuy địa vị không cao lắm, nhưng chi đại tông cùng các chi thứ đều có triển vọng làm quan, tích cực dùng khoa cử nhập sĩ, nhìn chung đều tính không tồi.
Phủ để của Tuần vương một chi, vốn là phủ của Hòa Thạc Thục Thận Công chúa - con gái của Phế Thái tử Dận Nhưng, và là con nuôi của Ung Chính Đế. Sau khi Công chúa qua đời (1784), thừa tự của Vĩnh Chương là Miên Ý được phân phủ cư trú. Vị trí của phủ để nằm ở Phương Gia hồ đồng (方家胡同), Đông Thành, Bắc Kinh.

## Lăng viên
Lăng viên của Vĩnh Chương thuộc Dương Tân trang (楊辛莊), nằm ở 10 km phía Tây của huyện Mật Vân, ngoại ô thành phố Bắc Kinh. Lăng viên này tục xưng gọi [Thái tử lăng; 太子陵], mặt Bắc giáp Nãi Đầu sơn (奶頭山), phía Tây là Vĩ Tử dục (葦子峪), phía Đông là Ma Tử dục (麻子峪) còn phía Nam giáp Diêu Tử dục (鷂子峪). Bên trong ngoài Vĩnh Chương còn có an táng Định An Thân vương Vĩnh Hoàng cùng Vinh Thuần Thân vương Vĩnh Kỳ. 
Khoảng thế kỉ 20, nhánh đại tông của Tuần vương phủ quẫn bách tài chính, liên hệ hai vương phủ còn lại cố vào lăng viên, đem một ít đồ bán ra. Sau khi Tân Trung Quốc thành lập, kiến trúc trong lăng viên phần nhiều đã bị phá hủy. Hiện tại, đập thủy điện của Mật Vân đã bao phủ hơn phân nửa diện tích cũ của lăng viên.

## Gia đình

### Thê thiếp
- Đích Phúc tấn: Bát Nhĩ Tế Cát Đặc thị (博爾濟吉特氏), con gái Quan Âm Bảo (觀音保) và Hòa Thạc Thục Thận Công chúa.
- Trắc Phúc tấn:

1. Một vị không rõ họ, được Càn Long Đế chỉ hôn (1754), qua đời 2 năm sau (1756).
2. Hoàn Nhan thị (完顏氏), sơ vị Cách cách.
3. Qua Nhĩ Giai thị (瓜爾佳氏), con gái Ngọc Phượng (玉鳳), sơ vị Thị nữ.

### Hậu duệ

#### Con thân sinh
- Trưởng tử (1755 - 1756), chưa đặt tên, mẹ là Hoàn Nhan thị, sinh vào ngày 18 tháng 12 (âm lịch) năm Càn Long thứ 20, giờ Thìn. Mất vào năm sau, ngày 15 tháng 1 (âm lịch), được 2 tuổi.

- Trưởng nữ (1755 - 1777). Sinh ngày 21 tháng 6 (âm lịch) năm Càn Long thứ 20, mẹ là Qua Nhĩ Giai thị. Được phong làm Huyện quân. Năm Càn Long thứ 35 (1770), tuyển Ngạch phò là Nhị đẳng Tháp Bố Nang Đan Ba Đa Nhĩ Tể (囊丹巴多尔济) - con trai của Cố Sơn Bối tử Đa La Ngạch phò Trát Lạp Phong A (扎拉丰阿) và Huyện chúa - con gái của Cung Cần Bối lặc Dận Hỗ. Mất ngày 16 tháng 2 (âm lịch), năm Càn Long thứ 42.

#### Con nuôi
- Miên Ý (綿懿; 1771 - 1809), con trai thứ hai của Thành Triết Thân vương Vĩnh Tinh, khi 5 tuổi bị chỉ định làm thừa tự của Vĩnh Chương. Năm 16 tuổi (1787), thụ phong Bối lặc. Năm Gia Khánh thứ 9 (1804), bị giáng làm Nhị đẳng Phụng ân Trấn quốc Tướng quân. Sang năm, tái phong Bối tử. Khi qua đời được phục vị Bối lặc.

## Trong văn hoá đại chúng
| Năm  | Tác phẩm     | Diễn viên                                                                  |
| 2018 | Như Ý truyện | Trưởng thành: Trình Tinh Nguyên (程星源) Thiếu niên: Lưu Trạch Vũ (劉澤宇) |